# Cabuérniga
Cabuérniga település Spanyolországban, Kantábria autonóm közösségben. Cabuérniga Ruente, Los Tojos, Mancomunidad de Campoo-Cabuérniga, Tudanca, Rionansa és Valdáliga községekkel határos. Lakosainak száma 998 fő (2024).

## Népesség
A település népessége az elmúlt években az alábbi módon változott:
| Lakosok száma | 1110 | 1134 | 1093 | 1093 | 1066 | 1016 | 1001 | 1000 | 994  | 998  |
|               | 2001 | 2004 | 2007 | 2009 | 2012 | 2014 | 2017 | 2019 | 2022 | 2024 |